# リトル・ファジー
『リトル・ファジー』（りとる・ふぁじー、LITTLE FUZZY）は、H・ビーム・パイパーのSF小説。超光速航行を達成した地球人類が入植した、西部劇の時代にも似た植民星を舞台に、知的生物＝「人間」とそうでない生物とを分ける知性のあり方をテーマとしている。

## あらすじ
ツァラトゥストラ星の鉱石採集者ジャック・ホロウェイ老人は、ある日不思議な生き物と出会った。外見の可愛らしさから、ペットにでもしようとそれを「リトル・ファジー」と名づけ、共に暮らし始めた、その生き物・ファジーの有り様は、入植が始まって25年を経たツァラトゥストラ星で知られた、いかなる生き物とも違い、明らかに知性を備えていた。
その事実を知己の博物学者レインズフォードらに伝える中で、ツァラトゥストラ星の全権を握る特許会社は危機感を持って動き始めた。もしも、ファジーたちが知性をもった「人間」であり、ツァラトゥストラ星の原住知的生物であることが認められれば、植民地法により特許会社はその特権を剥奪されるだろう。そうした事態を避けるため、会社はファジーたちの絶滅を策動する。ファジーを守ろうとするジャック老人とその協力者たちと特許会社の対決が始まった。

## 登場人物
ジャック・ホロウェイ
本作の主人公。ツァラトゥストラ星の鉱石採集業者。70歳過ぎの老人。太陽石と呼ばれる宝石を主として採掘する。ツァラトゥストラ星以前にも、3つ以上の星を渡り歩いた経験があり、銃の腕前は相当なものであり、植民地警察からも高い信用を得ている。
リトル・ファジー
鍵を閉め忘れていた住居に侵入したことで、ジャックとめぐり合ったツァラトゥストラ星の原住生物。道具を使う身長1フィート程の哺乳類で、ふわふわの毛皮を持つことから、ジャックは彼をリトル・ファジー（小さなふわふわ）と名づけ、種族名をファジーと呼ぶことにした。
ママ・ファジー
赤んぼう
ミツシー
マイク
ココ
リトル・ファジーの家族たち。ジャックと数日を過ごしたリトル・ファジーが、一度家を出て、ホロウェイ邸に連れてきた。ママ・ファジーとミツシーは女性。名前はすべてジャックが名づけた通称である。リトル・ファジーがリーダーシップを取っているが、ママ・ファジーと赤んぼうを除いて、それぞれの血縁関係ははっきりしていない。
シンデレラ
ゴルディロックス
リトル・ファジーとその家族がホロウェイ邸に落ち着いた後に、現れた新参のファジー姉妹。リトル・ファジーの一家に迎え入れられる。ゴルディロックスは非常に人懐こく、見知らぬ人間に警戒心を欠いていたため、ジャックと特許会社との緊張関係の最中にある悲劇が起こる。
ベネット（ベン）・レインズフォード
ジャックの知己である博物学者。ジャックの知らせで、ファジーの調査に駆けつけ、「太陽系外の九番目の知的生物」である可能性を最初に提唱する。
ゲルト・ヴァン・リーベーク
博物学者。特許会社の科学センターに所属しているが、ファジーに対する会社の考えに不審を抱いている。
ガスターヴァス（ガス）・ブラナード
ジャックの知己である弁護士。
レナード・ケロッグ
ツァラトゥストラ特許会社の科学センター部長。権力による横柄な行動に慣れきっており、ファジーに対しても、実験動物以上の配慮を見せなかったため、ジャックやレインズフォード、部下であるはずのゲルトらの不審を招く。
ヴィクター・グリーゴ
ツァラトゥストラ特許会社の幹部。
ファン・ヒメネス
ツァラトゥストラ特許会社の科学部主任。
エルンスト・マリン
ツァラトゥストラ特許会社の科学部主任心理学者。
カート・ポーチ
ツァラトゥストラ特許会社の人事係。
レスリー・クームズ
弁護士。ツァラトゥストラ特許会社の首席代理人。
ルース・オーサリス
ツァラトゥストラ特許会社の科学部所属の女性心理学者。
ジョージ・ラント
植民地警察警備隊員。中尉。
アーメド・カードラ
植民地警察警備隊員。ラント中尉の部下。
ニック・エマート
植民地駐在将官。
アレックス・ネイピア
宇宙海軍提督。特許会社の行動に不審を持っており、ファジー発見に関する情報を契機に、行動を起こす。
コンラッド・グレイペンフェルド
植民地最高行政官。宇宙海軍大佐。
パンチョ・イバラ
宇宙海軍大尉。主任心理学者。
ステファン・イールボーグ
宇宙海軍情報部司令官。大佐。特許会社を警戒しており、アンダーカバーによる情報収集活動を行っていた。
フレデリック・ペンダーヴィス
植民地裁判所首席裁判官。
マックス・フェイン
植民地裁判所執行官。
モハメド・アリ・オブライエン
植民地司法長官。

## 日本語訳
- 『リトル・ファジー』（酒匂真理子訳、創元推理文庫） 1984年 ISBN 4-488-68501-3

## 続編
H・ビーム・パイパーによる続編2編、他作家による続編2編があるが、いずれも日本語未訳である。
- The Other Human Race (Fuzzy Sapiens) 1964
- Fuzzies and Other People 1984

- Fuzzy Bones 1981 ウィリアム・テューリング
- Golden Dreams : A Fuzzy Odyssey 1983 アーダス・メイハー